# Стисливість
Сти́сливість — фізична величина, що характеризує відносну зміну об'єму речовини (газу, рідини або твердого тіла) під тиском. Значною стисливістю характеризуються газоподібні тіла, меншою — рідини, найменшою — тверді тіла.
Вимірюється в обернених Паскалях.

## Опис
Стисливість пов'язана зі зміною внутрішніх сил у речовині при зміні її об'єму. Стисливість пов'язана з кінетикою молекул, з відштовхуванням електронних оболонок атомів, зі зміною енергії коливань атомів (ядер) при значному зменшенні об'єму й тепловими збудженнями електронів при нагріванні. Стисливість описується модулем об'ємного стискання.
Зміна об'єму речовини залежить від умов, в яких проходить стискання. Якщо речовину стискати швидко, обмін теплом з навколишнім середовищем не встигає відбутися й речовина нагрівається. При повільному стисканні, коли речовина встигає віддати тепло навколишньому середовищу, температура залишається сталою. Тому розрізняють адіабатичну стисливість
{\displaystyle \beta _{S}=-{\frac {1}{V}}\left({\frac {\partial V}{\partial P}}\right)_{S}}
і ізотермічну стисливість
{\displaystyle \beta _{T}=-{\frac {1}{V}}\left({\frac {\partial V}{\partial P}}\right)_{T}},
де V — об'єм, P — тиск, S — ентропія, T — температура.
Адіабатична стисливість завжди менша від ізотермічної. Справедливе співвідношення
{\displaystyle \beta _{S}={\frac {C_{V}}{C_{P}}}\beta _{T}},
де {\displaystyle C_{V}} — теплоємність при сталому об'ємі, {\displaystyle C_{P}} — теплоємність при сталому тиску. Різниця між адіабатичною й ізотермічною стисливостями суттєва для газів. Для твердих тіл та рідин вона незначна.
Обернена до стисливості величина називається модулем всебічного стиску.

## Ідеальний газ
Для ідеального газу ізотермічна стисливість
{\displaystyle \beta _{T}=-{\frac {1}{V}}\left({\frac {\partial V}{\partial P}}\right)_{T}={\frac {1}{P}}},
а адіабатична стисливість
{\displaystyle \beta _{S}=-{\frac {1}{V}}\left({\frac {\partial V}{\partial P}}\right)_{S}={\frac {3}{5P}}}.

## Коефіцієнт надстисливості
Див. основну статтю: Коефіцієнт стисливості газу

Залежність коефіцієнтів надстисливості природних газів від тиску

Відхилення даного газу від ідеального і характеризується коефіцієнтом надстисливості. Для опису рівнянь стану реальних газів
в рівняння ідеального газу вводиться один коефіцієнт z, який враховує відхилення даного газу від ідеального і називається коефіцієнтом надстисливості, а саме модифіковане рівняння називають узагальненим газовим законом:
p = zρRT
де:
- p — абсолютний тиск,
- T — абсолютна температура,
- R — універсальна газова стала,
- ρ — густина частинок, тобто кількість частинок в одиниці об'єму
- z — коефіцієнт надстисливості.